# Смоленский драгунский полк (1702)
Смоленский драгунский полк — кавалерийская воинская часть Русской армии, сформированная в 1702 году и упразднённая в 1712 году.

## История
20 июня 1702 года в Москве из дворян и дворянских недорослей заокских, подмосковных и низовых городов сформирован Драгунский полковника Михаила Юрьевича Франца полк, в составе 10 драгунских рот.
В мае 1703 года полк назван Драгунским полковника Михаила Астафьевича Зыбина полком.
С весны 1704 года — Драгунский подполковника князя Богдана Ивановича Гагарина полк.
В октябре 1706 года назван Смоленским драгунским полком.
В 1707 году в полку образована гренадерская рота.
23 января 1709 года гренадерская рота выделена на сформирование Драгунского-гренадерского полковника Андрея Семёновича Кропотова полка.
В 1711 году утверждён штат полка в составе 10 драгунских рот.
В ноябре 1712 года во время Померанской экспедиции полк приказано расформировать, а личный состав направить на пополнение других драгунских полков.

## Боевые действия
Полк принял участие в Северной войне. С 1702 года действовал в Ингерманландии и Эстляндии.
15 июля 1705 года участвовал в сражении при Мур-мызе (Гемауэртгофе).
В 1706 году действовал на территории Речи Посполитой и 18 октября участвовал в сражении при Калише.
28 сентября 1708 года принял участие в сражении при Лесной.
В 1711 году полк должен был участвовать в Прутском походе, но не успел присоединиться к главным силам и остался в Немирове.
В 1711 году направлен для участия в Померанской экспедиции, в ходе которой был расформирован.

## Командиры
- 1702—1703 — полковник Франц, Михаил Юрьевич
- 1703—1704 — полковник Зыбин, Михаил Астафьевич
- 1704—хххх — подполковник князь Гагарин, Богдан Иванович
- на 1711 — полковник Хлопов, Семён Тимофеевич